# Harry E. Aitken
Harry E. Aitken (Waukesha, 4 ottobre 1877 – Chicago, 1º agosto 1956) è stato un produttore cinematografico statunitense.
Insieme al fratello Roy, fondò l'11 luglio 1915 la Triangle Film Corporation.

## Biografia
Nel 1911, Aitken acquistò la Reliance Film Company da Charles O. Baumann. 
Fu fondatore nel 1911 della Majestic Motion Picture Company, una casa di produzione che restò in attività per quattro anni, producendo in quel periodo quasi cinquecento film. Nel 1915, fu produttore esecutivo per David W. Griffith in La nascita di una nazione.
Il personaggio di Harry E. Aitken compare, interpretato da Jim Broadbent, nel tv movie del 2003 Pancho Villa - La leggenda, che ricostruisce la realizzazione nel 1914 del film The Life of General Villa.

## Filmografia

### Produttore
- The Surgeon's Experiment - produttore (1914)
- The Life of General Villa, regia di Christy Cabanne e Raoul Walsh - produttore (1914)
- La nascita di una nazione (The Birth of a Nation), regia di David W. Griffith - produttore esecutivo (1915)
- The Electric Alarm, regia di Tod Browning - produttore (1915)

### Sceneggiatore
- Amore di madre o Home, Sweet Home, regia di D.W. Griffith (1914)